# Дивов, Василий Абрамович
Васи́лий Абрамо́вич Ди́вов (1805, Казань — 1842, Северный Кавказ) — один из самых молодых непосредственных участников событий 14 декабря 1825 года (мичман Гвардейского экипажа). Осуждён Верховным уголовным судом по первому разряду. Вместо вечной каторги был помещён в Бобруйскую крепость, затем переведён в действующую армию на Кавказ.

## Происхождение

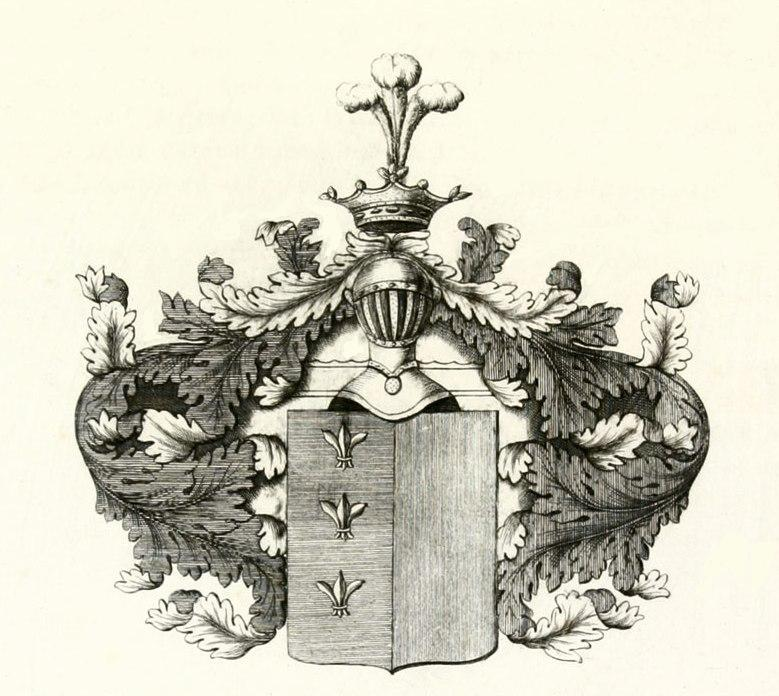
Герб рода Дивовых

Представитель четырнадцатого колена дворянского рода Дивовых, известного в России с начала XV века. Родился 25 июля (6 августа) 1805 года. Отец — Абрам (Авраам) Гаврилович Дивов (1761—1805) — коллежский асессор, советник казанской палаты уголовного суда.
Дядя — Павел Гаврилович Дивов (1765—1841) — действительный статский советник, управляющий секретным архивом Министерства иностранных дел, с 1819 г. — сенатор. П. Г. Дивов принимал участие в судьбе осиротевшего племянника и способствовал его поступлению в 1816 г. в привилегированный Морской кадетский корпус.

## Учёба и флотская служба
Позднее, на вопрос следственной комиссии, «в каких предметах старались вы наиболее усовершенствоваться?», Дивов ответил, что, желая посвятить себя морской службе, стремился к изучению математических наук.
06.06 1818 г. присвоено звание гардемарина, а после завершения учёбы в начале 1821 года ему пришлось прибавить к своему возрасту полтора года, так как в «Список приуготавливающихся ныне к выпуску во флот в мичмана» включали только по достижении семнадцатилетнего возраста. Доказательством явилась сохранившаяся в архивах записка сенатора П. Г. Дивова от 25 января 1821 года: «Я нижеподписавшийся сим свидетельствую, что родной мой племянник Морского Кадетского Корпуса Гардемарин Василий Дивов действительно родился Тысяча восемь Сот Третьего года в декабре месяце». 2 марта 1821 года В. А. Дивов был произведён в мичманы. Служил в 15 флотском экипаже, командиром которого был Ф. Ф. Беллинсгаузен.
10.05.1823 г. определён в Гвардейский экипаж.
В 1818—1825 гг. неоднократно принимал участие в плаваниях по Балтийскому морю, в том числе, в 1824 г. на шлюпе «Мирный» под командованием лейтенанта А. П. Арбузова, а в 1825 г. — в крейсерстве на корабле «Сысой Великий» с братьями А. П. и П. П. Беляевыми.

## Участие в событиях 14 декабря 1825 года
Отношения с братьями Беляевыми вскоре стали дружескими. Ограниченный в средствах Дивов снимал вместе с братьями скромную квартиру, которая вскоре стала местом встреч тайного кружка офицеров Гвардейского экипажа. Кроме Дивова и Беляевых в кружок входили член Северного общества А. П. Арбузов, братья Б. А. и М. А. Бодиско, Е. С. Мусин-Пушкин, В. А. Шпейер и другие. Принимал участие в их встречах и Д. И. Завалишин. В своих беседах офицеры обсуждали способы «ограничения самодержавной власти, возможность и желательность введения в России республиканского правления». При этом Дивов считал необходимым шире распространять свободомыслие среди моряков и, особенно, в Морском кадетском корпусе, был настроен решительно и обсуждал способы избавления от царя и его «фамилии». Большое впечатление на Дивова произвели сообщения об испанской революции 1820—1823 гг., начавшейся с выступления военных.
13 декабря Арбузов, после совещания у Рылеева, приехал на квартиру Беляевых и Дивова и раскрыл им план намеченного Северным обществом восстания, важная роль в котором отводилась Гвардейскому экипажу.
По мнению М. В. Нечкиной, декабристы именно через Дивова (от его дяди — сенатора) точно знали назначенное время принятия войсками присяги — 7 часов утра 14 декабря. До этого времени молодые офицеры уже были в экипаже. Дивов активно уговаривал матросов оставаться верными законному преемнику трона Константину, не присягать Николаю и идти на площадь, чтобы присоединиться к восставшим войскам. Выдав за своего родственника, приказал выпустить П. Г. Каховского, задержанного, как постороннее лицо, в казармах экипажа. Помог освободить арестованных генерал-майором С. П. Шиповым ротных командиров. Вместе с батальоном вышел на Сенатскую площадь и, ободряя матросов, оставался перед фронтом построения вплоть до картечных залпов, положивших конец восстанию.

## Следствие и наказание
Дивова арестовали утром 15 декабря в казармах экипажа и, до перевода 3 января в Петропавловскую крепость, вместе с Беляевыми, М. А. Бодиско, Мусиным-Пушкиным содержали на главной гауптвахте в Императорском Зимнем дворце. Уже после задержания он успел дать распоряжение уничтожить на квартире компрометирующие его бумаги. Даже находясь под арестом во дворце, Дивов говорил товарищам, что он и теперь готов «убить государя, чтоб сделать счастие отечеству».
Первые показания Дивов дал в ответах на вопросные пункты от 21 января. В них он утверждал, что ничего не знал о существовании тайного общества, а 14 декабря, будучи «безрассудно» увлечённым на площадь толпой, сначала пытался уговорить матросов сохранять спокойствие, потом решил «оставаться с ними до конца несчастного происшествия». Признавая своё заблуждение и «великость вины своей», Дивов писал: «Душевно в сём раскаиваюсь и готов кровию своею омыть вину».
Условия одиночного содержания в каземате, внутренние сомнения и уговоры к покаянию со стороны навещавшего его духовника привели арестованного, про которого А. Е. Розен писал: «Юноша Гвардейского экипажа, мичман Дивов, которого сторожа называли младенцем, также сидел в узах. Воображение его было расстроено…», к изменению своих показаний.
В 20-х числах февраля, не говоря ничего о том, что ему известно о существовании тайного общества, он признался в участии в подготовке, вместе с Абрузовым, братьями Беляевыми и другими офицерами экипажа, матросов к отказу от присяги и выводу их на площадь. Упомянул и о якобы сказанных 13 декабря напутственных словах Н. С. Мордвинова: «Теперь вы должны действовать», о чём в протоколе допроса сделана осторожная запись: «Кроме того, показал одно обстоятельство относительно одного члена Государственного совета». 27 февраля Дивов дополнительно признал, что разделял планы своих товарищей уничтожить императорскую семью и ввести в России республиканское правление.
2 марта Дивов добавил в показаниях, что желание установить Республиканское федеративное правление появилось у него и его товарищей после знакомства и бесед с Д. И. Завалишиным, который всегда говорил: «…если начинать Революцию, то с императорской фамилии для верного успеха».
С конца марта Дивов стал отказываться от части показаний против своих товарищей, а 6 мая признал, что план уничтожения императора принадлежал лично ему: «Тогда вся слава освобождения отечества принадлежала бы мне».
Признательные показания давали большинство арестованных участников событий, но правитель дел Следственного комитета Боровков в сводной записке о Дивове отметил, что он «тронутый искренним раскаянием, первый открыл свои и товарищей своих действия, в коих не был даже и подозреваем».
Решением Разрядной комиссии от 23 мая 1826 г. В. А. Дивов, признавший свою вину в том, что «умышлял на цареубийство и истребление императорской фамилии с возбуждением других словами» и «лично действовал в мятеже с возбуждением нижних чинов», отнесён к 1-му разряду обвиняемых.
Ход следствия и суда убедили декабристов в том, что они были заранее обречены, и это не оставляло места взаимным обидам. Боровков писал: «Лейтенант Арбузов, заключая показание своё раскаянием и просьбою расстрелять его, убеждает о единой милости в уважение десятилетней верной службы его, помиловать двух Беляевых и Дивова, говоря, что они виновны по одному мечтанию и свободомыслию…» А. П. Беляев вспоминал, что перед объявлением приговоров к нему с братом подошёл Дивов, «бросился нам на шею и со слезами на глазах сказал: — Братья Беляевы, простите ли вы мне, ведь это я погубил вас всех! — Не будем вспоминать того, что было, — сказали мы, — и останемся друзьями, какими мы были». В. К. Кюхельбекер писал, как сразу после оглашения приговора декабристам его брат Михаил со словами — «Вот тебе брат!» подвёл к нему Дивова, предполагая, что отнесённые в 1-му разряду, они могут отбывать наказание в одном месте: «…я никогда не забуду его завета и от всего сердца желаю быть чем-нибудь полезным тому, кого он считал способным заменить себя при мне».
2 июля Верховный уголовный суд приговорил Дивова, формально даже не бывшего членом общества, к смертной казни: «за» проголосовали 52 члена суда, 1 — за ссылку в Сибирь, 7 — за наказание политической смертью. Член Верховного уголовного суда сенатор П. Г. Дивов «по родству» голосовать отказался.
Указом от 10 июля 1826 г. Николай повелел даровать жизнь осуждённым по 1-му разряду и «по лишении чинов и дворянства сослать вечно в каторжную работу». 8 августа 1826 г. Дивов был доставлен в казематы крепости Шлиссельбурга, под стенами которой 6 мая 1703 г. во время взятия её войсками Петра I погиб его предок Григорий Петрович Дивов.
Указом от 22 августа 1826 г. пожизненную каторгу ограничили 20-ю годами, а затем секретным повелением императора вместо каторжных работ ему назначили содержание в Бобруйской крепости. Из Шлиссельбурга 12.10.1827 г. осуждённые декабристы В. А. Дивов, В. К. Кюхельбекер и В. С. Норов в сопровождении фельдъегеря и жандармов были отправлены этапом по маршруту через Динабург, куда был определён крепостным арестантом Кюхельбекер, в Бобруйск к месту заключения Дивова и Норова. По пути в Динабург на почтовой станции Залазы Дивов, 14 октября 1827 г., стал свидетелем последней встречи А. С. Пушкина с В. К. Кюхельбекером, под впечатлением от которой поэт через несколько дней написал стихотворение, в котором есть посвящённые декабристам строки:
… Бог помочь вам, друзья мои,

И в бурях, и в житейском горе,

В краю чужом, в пустынном море,

И мрачных пропастях земли!

(19 октября 1827 г.)

## На Кавказе
После 13-летнего содержания в крепости, про которую Герцен писал: «Пусть Сибирь, пусть что угодно, но только не эта страшная тюрьма на реке Березине», Дивова 27 декабря 1839 г. отправили рядовым в действующую армию на Кавказ. Служил в Черноморском линейном батальоне № 2 в крепости Анапа. Был прикомандирован, по его собственной просьбе, к одному из полков отряда, в котором служили братья Беляевы, вместе с ними участвовал в военных операциях в районе реки Фартанга на Кавказской линии. Был ранен у станицы Червлённая и спустя два месяца — 9 (21) февраля 1842 года — умер в лазарете.

### Комментарии
1. ↑  А. Г. Дивов в середине 1780-х годов состоял в масонской ложе «Астрея»[2].
2. ↑  Семья Дивова не имела ни земли, ни крестьян, а звание мичмана Гвардейского экипажа приносило ему около 50 рублей в месяц. В журналах заседаний следственного комитета сохранились записи об изъятии денег при арестах — от Дивова было получено «25 рублей и серебром 1 рубль 55 копеек». Для сравнения: от его сослуживца Мусина-Пушкина — 475 р., от Оболенского — 2475 р., от Анненкова — 8000 р. После суда над декабристами Николай I, узнавший, что у Дивова была «мать, вдова преклонных лет, без всякого состояния, питавшаяся трудами своими и благодеяниями добрых людей», в декабре 1827 года повелел назначить ей пособие в 500 рублей, которое в дальнейшем выплачивалось ей «без огласки».
3. ↑  По мнению Д. И. Завалишина священник сыграл роковую роль и в поведении, и в судьбе Дивова.
4. ↑  В бумагах же Следственной комиссии возраст его (24 года) указывался в соответствии с формулярным списком — /Восстание декабристов. Документы. Т. XVII — М.: Наука, 1980, с. 119.
5. ↑  В дальнейшем Кюхельбекер и Норов, знавшие о материальных трудностях Дивова, в переписке со своими родственниками просили оказывать ему денежную помощь.
6. ↑  Предположительно, внуком В. А. Дивову приходился художник Николай Николаевич Дивов (1880—1942), бабушка которого, племянница [[Шамиль|Шамиля]], по семейной легенде, ухаживала за раненым на Кавказе в конце 1841 года, а их ребёнок, будущий отец художника, вырос в семье Александра Борисовича Дивова, дальнего родственника декабриста. Дата обращения: 29 декабря 2019. Архивировано 29 декабря 2019 года.